# 마리아노 마르틴
마리아노 마르틴 알론소(스페인어: Mariano Martín Alonso; 1919년 10월 20일, 카스티야 이 레온 주 두에냐스 ~ 1998년 9월 9일, 카탈루냐 주 카브릴스)는 스페인의 축구 선수로, 현역 시절 스트라이커로 활약하였다.

## 클럽 경력
마르틴은 팔렌시아 도 두에냐스 출신이다. 바르셀로나의 페냐 폰트 유소년 축구단에서 축구를 하던 그는 1939년에 바르셀로나에 입단하였고, 이후 구단 역사상 손꼽히는 골잡이로 이름을 남겼다. 레스 코르츠에서 9년을 보내면서 단 150번의 경기에서 128번의 득점을 기록했는데, 이 중 4년차에는 23경기 출전 30골의 경이로운 득점력을 과시했지만, 바르사는 리그를 3위로 마감하는 데에 그쳤다.
1944년 초, 카탈루냐 대표팀 친선경기에 출전한 마르틴은 무릎 인대 중상을 당했고, 은퇴할 때까지 완쾌하지 못했다. 그리하여, 그는 막판 3년 동안 단 29번의 라 리가 경기에 출전하는 데에 그쳤으나, 14골을 기록하며 여전히 골감각은 남아있음을 증명했다.
마르틴은 1952년에 짐나스틱과 사라고사 소속으로 각각 1년을 보내고 산트 안드레우에서 현역 무대 은퇴를 선언했다. 은퇴 후 계속해서 카탈루냐에 거주하던 그는 카브릴스에서 거의 79세가 되어서 영면에 들었다.

## 국가대표팀 경력
마르틴은 스페인 국가대표팀 경기에 4년 동안 3경기를 출전했다. 그의 첫 국가대표팀 경기는 1942년 4월 12일, 밀라노에서 열린 독일과의 친선경기로, 결과는 1-1 무승부였다.

## 클럽 통계
| 클럽       | 시즌      | 리그 | 리그 | 컵   | 컵 | 기타 | 기타 | 합계 | 합계 |
| 클럽       | 시즌      | 출장 | 골   | 출장 | 골 | 출장 | 골   | 출장 | 골   |
| ---------- | --------- | ---- | ---- | ---- | -- | ---- | ---- | ---- | ---- |
| 바르셀로나 | 1939–40   | 3    | 0    | ?    | ?  | –    | –    | ?    | ?    |
| 바르셀로나 | 1940–41   | 14   | 12   | ?    | ?  | –    | –    | ?    | ?    |
| 바르셀로나 | 1941–42   | 23   | 17   | ?    | 4  | –    | –    | ?    | 21   |
| 바르셀로나 | 1942–43   | 23   | 30   | ?    | 12 | –    | –    | ?    | 42   |
| 바르셀로나 | 1943–44   | 20   | 24   | ?    | 4  | –    | –    | ?    | 28   |
| 바르셀로나 | 1944–45   | 11   | 4    | ?    | ?  | –    | –    | ?    | ?    |
| 바르셀로나 | 1945–46   | 15   | 9    | ?    | ?  | 1    | 0    | ?    | ?    |
| 바르셀로나 | 1946–47   | 3    | 1    | ?    | ?  | –    | –    | ?    | ?    |
| 바르셀로나 | 1947–48   | 0    | 0    | ?    | ?  | –    | –    | ?    | ?    |
| 바르셀로나 | 합계      | 112  | 97   | ?    | ?  | 1    | 0    | ?    | ?    |
| 짐나스틱   | 1948–49   | 18   | 8    | ?    | ?  | –    | –    | ?    | ?    |
| 짐나스틱   | 합계      | 18   | 8    | ?    | ?  | –    | –    | ?    | ?    |
| 경력 합계  | 경력 합계 | 130  | 105  | ?    | ?  | 1    | 0    | ?    | ?    |

## 수상

### 클럽
- 라 리가: 1944–45
- 코파 델 헤네랄리시모: 1942

### 개인
- 라 리가 득점왕: 1942–43[2]